# سیارک ۵۴۱۹
سیارک ۵۴۱۹ (به انگلیسی: 5419 Benua، نامگذاری:1981SW7) پنج هزار و چهارصد و نوزدهمین سیارک کشف شده‌است که در ۲۹ سپتامبر ۱۹۸۱ کشف شد.
قدر مطلق سیارک برابر ۱۲٫۲۰ است.